# Wirkola
Wirkola kan syfta på:
- Bjørn Wirkola, norsk backhoppare och fotbollsspelare
- Tommy Wirkola, norsk filmregissör, producent och manusförfattare